# Erionota thrax

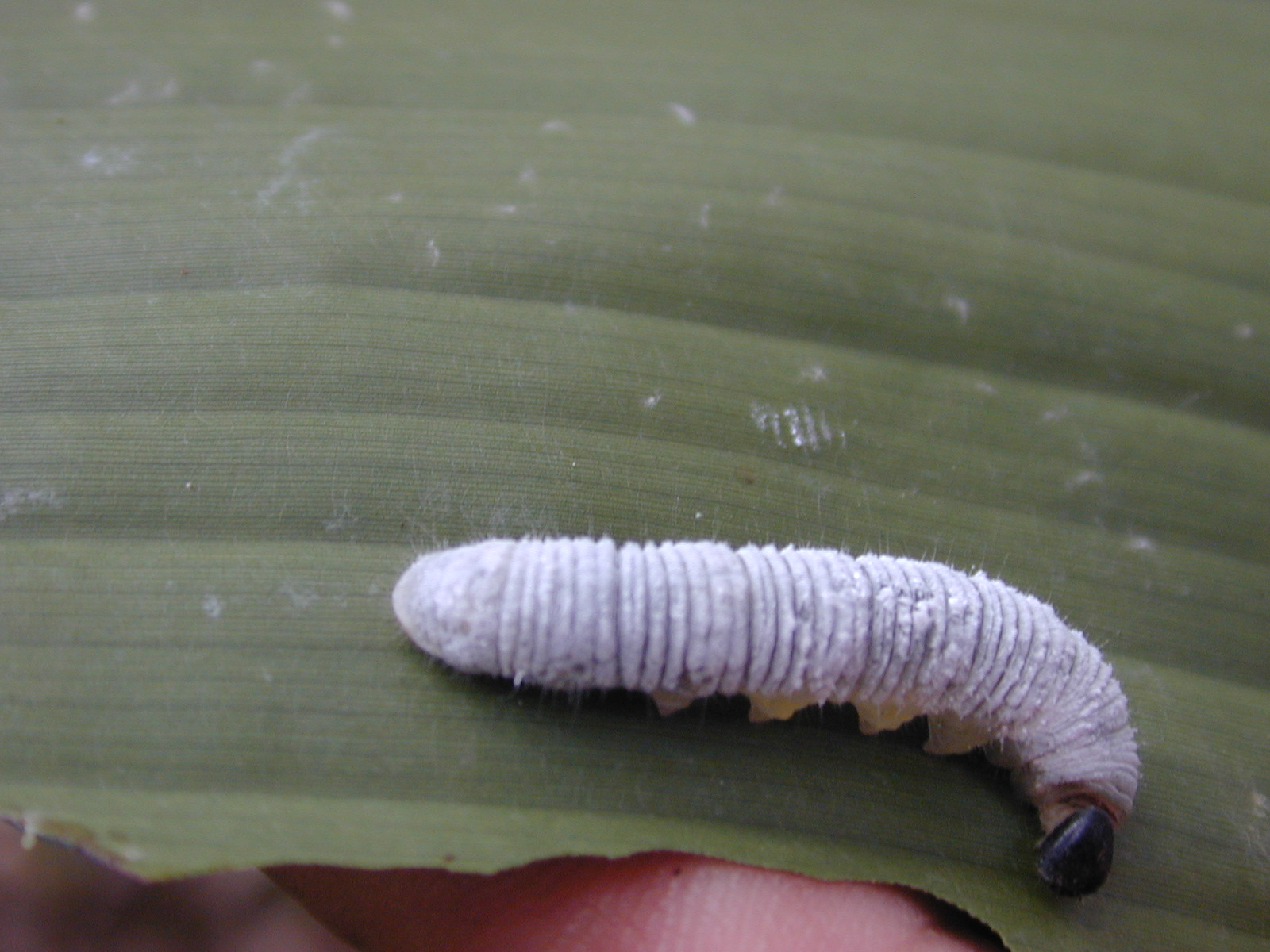
Raupe von Erionota thrax, auf Bananenblatt (Musa sp.), Maui, Hawaii

Erionota thrax ist ein Schmetterling aus der Familie der Dickkopffalter (Hesperiidae). Sie gehört mit einer Flügelspannweite von bis zu 7 cm mit zu den größten Arten der Dickkopffalter. Als eine der wenigen Arten dieser Familie neigt sie zu Massenvermehrungen und kann als Schädling in Bananenplantagen auftreten. Die Art ist oft mit Pelopidas thrax (Hübner, 1821) verwechselt worden.

## Merkmale
Die Falter haben eine Flügelspannweite von 70 bis 77 mm. Die Grundfarbe von Vorder- und Hinterflügel ist braun. Die Oberseite der Vorderflügel weist drei relativ große, gelbe, durchscheinende Flecke in 2, 3 und der Zelle auf.
Das Ei ist hellgelb und wird hellrot kurz vor dem Schlüpfen der Eiraupen.
Die Raupen sind hellgrün mit einem schwarzen Kopf. Sie werden etwa 5 bis 6 cm lang.

## Geographische Verbreitung und Lebensraum
Erionota thrax kommt von Indien, über Südostasien bis nach Papua-Neuguinea vor. Im Norden reicht das Verbreitungsgebiet bis Südchina. Inzwischen soll die Art auch auf verschiedene pazifische Inseln (Salomonen-Inseln, Hawaii-Inseln) verschleppt worden sein. Allerdings scheint hier z. T. eine Verwechslung mit Erionota torus Evans vorzuliegen. Das Vorkommen auf Hawaii wird inzwischen dieser Art zugerechnet. Auch auf Mauritius kommt die Art inzwischen vor.

## Lebensweise
Es werden fortlaufend mehrere Generationen pro Jahr gebildet. Die Falter sind vor allem in der Dämmerung und morgens aktiv. Sie fliegen auch künstliche Lichtquellen an. Die Weibchen legen die Eier einzeln oder in Gruppen bis 25 Stücke auf die Blätter der Raupennahrungspflanzen, bevorzugt am unteren Teil des Blattes auf halber Strecke zwischen der Mittelrippe und dem Blattrand. Die Eiablage erfolgt in der Dämmerung und oft sogar nachts. Die Eiraupen schlüpfen nach fünf bis acht Tagen. Die Raupe frisst hier die Blätter von Kulturbananen (Gattung Musa), besonders von Musa textilis. Daher rührt der englische Name "banana skipper". Die Raupe soll auch an Kokospalmen (Cocos nucifera) und anderen Palmen fressen. Allerdings wurde angezweifelt, ob Erionota thrax tatsächlich an Kokospalmen frisst. Es könnte sich dabei auch um nahe verwandte Arten handelt, wie z. B. die auf Kokospalmen spezialisierte Art Hidari irava.  Außerdem wird auch Bambus als Raupennahrung genannt. Auch dies wird angezweifelt.

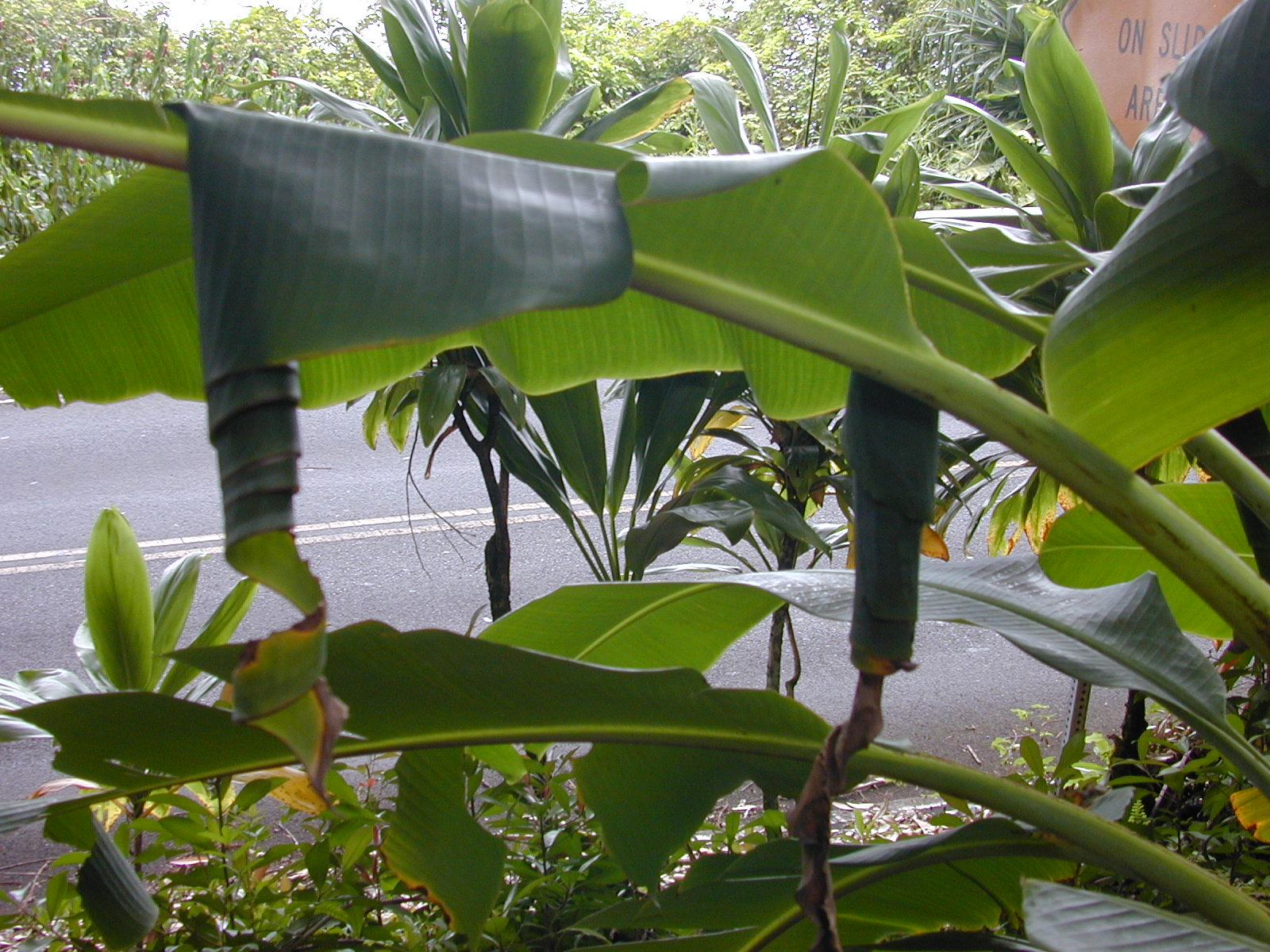
Aufgerollte Bananenblätter verursacht durch die Raupe von Erionota thrax

Die Eiraupen beginnen am Rand der Blätter zu fressen und schneiden hier Streifen in das Blatt, die sie nach innen zur Blattmitte hin einrollen. Das zweite und die folgenden drei Raupenstadien sind von einem wachsartigen Staub eingehüllt, was die Raupen vor dem Ertrinken in den Blattrollen während Regen schützt. Die Raupen schwingen heftig hin und her, wenn sie gestört werden und scheiden eine grünliche Flüssigkeit aus. Das Raupenstadium dauert nur 20 bis 30 Tage in Abhängigkeit von der Temperatur. Die Verpuppung erfolgt innerhalb der Blattrolle der erwachsenen Raupe. Das Puppenstadium dauert zwischen acht und zwölf Tagen. Auch die Puppen bewegen sich heftig, wenn sie gestört werden. Die Falter schlüpfen nachmittags.

## Systematik
Carl von Linné beschrieb 1767 auf S. 794 der 12. Auflage der Systema Naturae einen Schmetterling unter P[apilio]. P[lebejus Urbicola]. Thrax. Er verweist dazu auf die Abbildung 2 auf Tafel 42 im Werk "Icones insectorum rariorum" des Carl Alexander Clerck, das 1764 publiziert wurde. 1878 stellte Paul Mabille die neue Gattung Erionota auf, 1893 bestimmte E. Y. Watson Papilio thrax Linné, 1767 zur Typusart. Die Nomenklatur wurde dadurch etwas kompliziert, weil Jacob Hübner 1821 eine sehr ähnliche Art als Gegenes thrax beschrieb, die häufig mit Erionota thrax verwechselt wurde. Gegenes thrax ist ein älteres, subjektives Synonym von Pelopidas midea Walker, 1870, der Typusart von Pelopidas Walker, 1870. So wurde die Dickkopffalterart, die 1973 in Hawaii eingeschleppt wurde zunächst als Pelopidas thrax bezeichnet. Sie wurde später als Erionota torus Evans identifiziert.
Derzeit werden bis zu vier Unterarten ausgeschieden:
- Erionota thrax thrax, Indonesien
- Erionota thrax mindana, Philippinen (Mitte und Süden)
- Erionota thrax hasdrubal, nördliche Molukken (Indonesien)
- Erionota. thrax alexandra, Insel Luzon, nördliche Philippinen

## Schadwirkung
In Südostasien ist die Art ein Schädling in Bananenplantagen. Allerdings sind die Schäden vergleichsweise klein, denn die Produktion der Früchte wird erst ab einem Verlust von 20 % und mehr der Blätter beeinträchtigt.